# Cap de projecte
Un cap de projecte, project manager o encarregat de projecte, és la persona que té la responsabilitat total del planejament i l'execució fins a l'acabament de qualsevol projecte. Aquest títol es fa servir en la indústria de la construcció, en arquitectura, en el desenvolupament de programari i en diverses ocupacions que es basen en la generació o manutenció d'un producte.